# آفتاب‌پرست مزرعه‌روی
آفتاب‌پرست مزرعه‌روی (نام علمی: Heliotropium noëanum) نام یک گونه از سردهٔ آفتاب‌پرست است. سردهٔ آفتاب‌پرست در ایران ۴۷ گونهٔ علفی یک ساله و چند ساله دارد که در سراسر ایران پراکنده‌اند. آفتاب‌پرست مزرعه‌روی یکی از ۴۷ گونهٔ موجود در ایران است.